# Vrbice (district de Jičín)
Pour les articles homonymes, voir Vrbice.
Vrbice (en allemand : Wirbitz) est une commune du district de Jičín, dans la région de Hradec Králové, en République tchèque. Sa population s'élevait à 163 habitants en 2022.

## Géographie
Vrbice se trouve à 9 km au sud-est de Jičín, à 34 km au nord-ouest de Hradec Králové et à 78 km à l’est-nord-est de Prague.
La commune est limitée par Butoves au nord, par Třtěnice et Chomutice à l'est, par Nevratice et Vysoké Veselí au sud, et par Žeretice et Slatiny à l'ouest.

## Histoire
La première mention écrite de la localité date de 1368.

## Transports
Par la route, Vrbice se trouve à 12 km de Jičín, à 43 km de Hradec Králové et à 103 km de Prague.